# Juan José Aldasoro
Juan José Aldasoro Martín (1953) es un botánico español, desarrollando su actividad científica en el Real Jardín Botánico de Madrid, CSIC, España.
Es especialista en taxonomía de plantas vasculares de Europa y del Mediterráneo: Maloideae (Sorbus, Pyrus, Crataegus) y Geraniaceae (Geranium, Erodium). Últimamente interesado en florística paleotrópical de Guinea Ecuatorial.

## Algunas publicaciones
- jens m. Olesen, marisa Alarcón, bodil k. Ehlers, juan josé Aldasoro, cristina Roquet. 2012. Pollination, biogeography and phylogeny of oceanic island bellﬂowers (Campanulaceae). Perspectives in Plant Ecology, Evolution and Systematics 14: 169–182

- isabel Sanmartín, cajsa lisa Anderson, marisa Alarcon, fredrik Ronquist, juan j. Aldasoro. 2010. Bayesian island biogeography in a continental setting: the Rand Flora case. Biol. Lett. DOI: 10.1098/rsbl.2010.0095

### Libros
- 2005. Flora Iberica: plantas vasculares de la Península Ibérica e Islas Baleares. Smilacaceae-Orchidaceae. Flora Ibérica: Plantas vasculares de la península ibérica e Islas Baleares. Smilacaceae-Orchidaceae. Ed. Real Jardín Botánico. 366 pp. ISBN 8400083059

- 2001. Botánica y botánicos en Guinea Ecuatorial. Ed. Real Jardín Botánico. 257 pp. ISBN 8493226939

- josé carlos Vega ureta, J.J. Aldasoro martín. 1994. Geología de Sanabria. Monografías de la red de espacios naturales de Castilla y León. Ed. ilustrada de Junta de Castilla y León, 79 pp. ISBN 9788478463794

- j.j. Aldasoro martín, caridad de Hoyos alonso, j.c. Vega ureta. 1991. El Lago de Sanabria: estudio limnológico. V. 4 de Monografías de la red de espacios naturales de Castilla y León. Ed. Consejería de Medio Ambiente y Ordenación del Territorio, 135 pp.
- La abreviatura «Aldasoro» se emplea para indicar a Juan José Aldasoro como autoridad en la descripción y clasificación científica de los vegetales.[4]